# Tonypandy
Tonypandy ist eine Mittelstadt in der Principal Area Rhondda Cynon Taf in Südwales. Die Stadt liegt im Rhondda und wird von dessen Hauptfluss, dem River Rhondda, durchflossen. Das sich in mehrere Communities aufteilende Tonypandy hatte beim Zensus 2011 knapp 17.800 Einwohner.

## Geographie
Tonypandy liegt mitten im Rhondda in den South Wales Valleys an einer Biegung des River Rhondda. Die Stadt liegt vor allem am Süd- bzw. Westufer des Flusses auf etwa 145 Metern über Meeresspiegel. Das Stadtzentrum wird vom Stadtteil Cwm Clydach (auch Clydach Vale – benannt nach dem Nant Clydach) im Nordwesten und den Stadtteilen Pen-y-graig, Williamstown und Penrhiwfer im Süden umringt. Das Stadtzentrum, Cwm Clydach und Pen-y-graig bilden auch jeweils eine eigene Community. Williamstown dagegen gehört administrativ zu Pen-y-graig, Penrhiwfer zur Community Tonyrefail. Als einziger Stadtteil von Tonypandy liegt Trealaw auf der gegenüber liegenden Flussseite. Auch Trealaw bildet eine eigene Community. Tonypandy ist ferner eine Art Zentrum des Rhondda. Sein städtischer Raum umfasst neben den direkten Nachbarn Porth und Dinas Rhondda im Osten und Llwynypia im Norden auch die Kleinstädte Ystrad, Treorchy und Treherbert und weitere kleine Dörfer flussaufwärts.
Verwaltungsgeographisch gesehen befindet sich Tonypandy in der Principal Area Rhondda Cynon Taf. Wahlkreisgeographisch gesehen gehört Tonypandy zum britischen Wahlkreis Rhondda bzw. zu dessen walisischem Pendant. Nur der Stadtteil Penrhiwfer liegt im Wahlkreis von Pontypridd bzw. in dessen Ambivalent fürs walisische Parlament.

## Geschichte

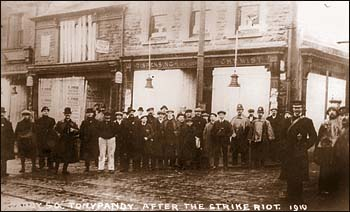
Zeitgenössische Aufnahme aus der Innenstadt von Tonypandy während des Tonypandy-Aufstands

Abgesehen von einigen Überresten aus der Bronzezeit, der Eisenzeit und dem Mittelalter erlebte Tonypandy erst mit der Industrialisierung einen großen Aufschwung. Die Stadt, deren Schreibweise in der Geschichte auch als Ton-y-Pandy auftaucht, lebte in dieser Zeit wie große Teile der South Wales Valleys vom Bergbau und anhängenden Industrien. Die Stadt wird vor allem mit dem sogenannten Tonypandy-Aufstand verbunden: Ende 1910 kam es erst in Tonypandy und später daran anschließend in großen Teilen von Südwales zu Arbeitsniederlegungen von Bergarbeitern, um bessere Löhne einzufordern. Anfang November wurden diese Streiks in Tonypandy von Polizei und Militär gewaltsam niedergeschlagen. Obgleich der Streik schließlich nach fast einem Jahr ergebnislos beendet werden musste, wurde der Name der Stadt ein Symbol für „eine zunehmende Militanz in den Auseinandersetzungen zwischen Bergarbeitern und Minenbesitzern.“

## Verkehr
Tonypandy ist gut ans überregionale Straßennetz angebunden. Obgleich es nicht wirklich hochrangige überregionale Straßen gibt, führen durch Tonypandy wichtige Straßen entlang des Rhondda Rivers sowie eine Straße nach Süden in Richtung Tonyrefail. Ferner verläuft durch Tonypandy die Rhondda Line, eine Eisenbahnlinie, die in Tonypandy auch hält. Zugleich gibt es ein recht enges regionales Busnetz. Überregional existieren Verbindungen bis nach Swansea, Bridgend, Caerphilly und Aberdare.

## Infrastruktur
Als Mittelstadt und regionales Zentrum verfügt Tonypandy über eine breit gefächerte Infrastruktur. So gibt es mehrere öffentliche Erholungsflächen, medizinische Einrichtungen und Bildungseinrichtungen und eine gute wirtschaftliche Infrastruktur. So gibt es mehrere kleine Industriegegenden im Stadtgebiet. So hat zum Beispiel die Royal Mail neben einem Postamt in der Innenstadt am Stadtrand ein Delivery Office für die Region um Tonypandy.

## Bauwerke
In Tonypandy gibt es nur neun Gebäude, die einen Eintrag auf der Statutory List of Buildings of Special Architectural or Historic Interest haben. Vier davon liegen in Trealaw, ein weiteres in Pen-y-graig. Die übrigen vier, darunter die Ebenezer Welsh Independent Chapel und ihr Beiwerk, befinden sich im Stadtzentrum.

## Söhne und Töchter der Stadt
- Emrys Hughes (1894–1969), Politiker der Labour Party und Schriftsteller
- Tommy Farr (1913–1986), Boxer
- Donald Houston (1923–1991), Schauspieler
- Ralph Evans (* 1953), Boxer